# Johan Lindestolpe

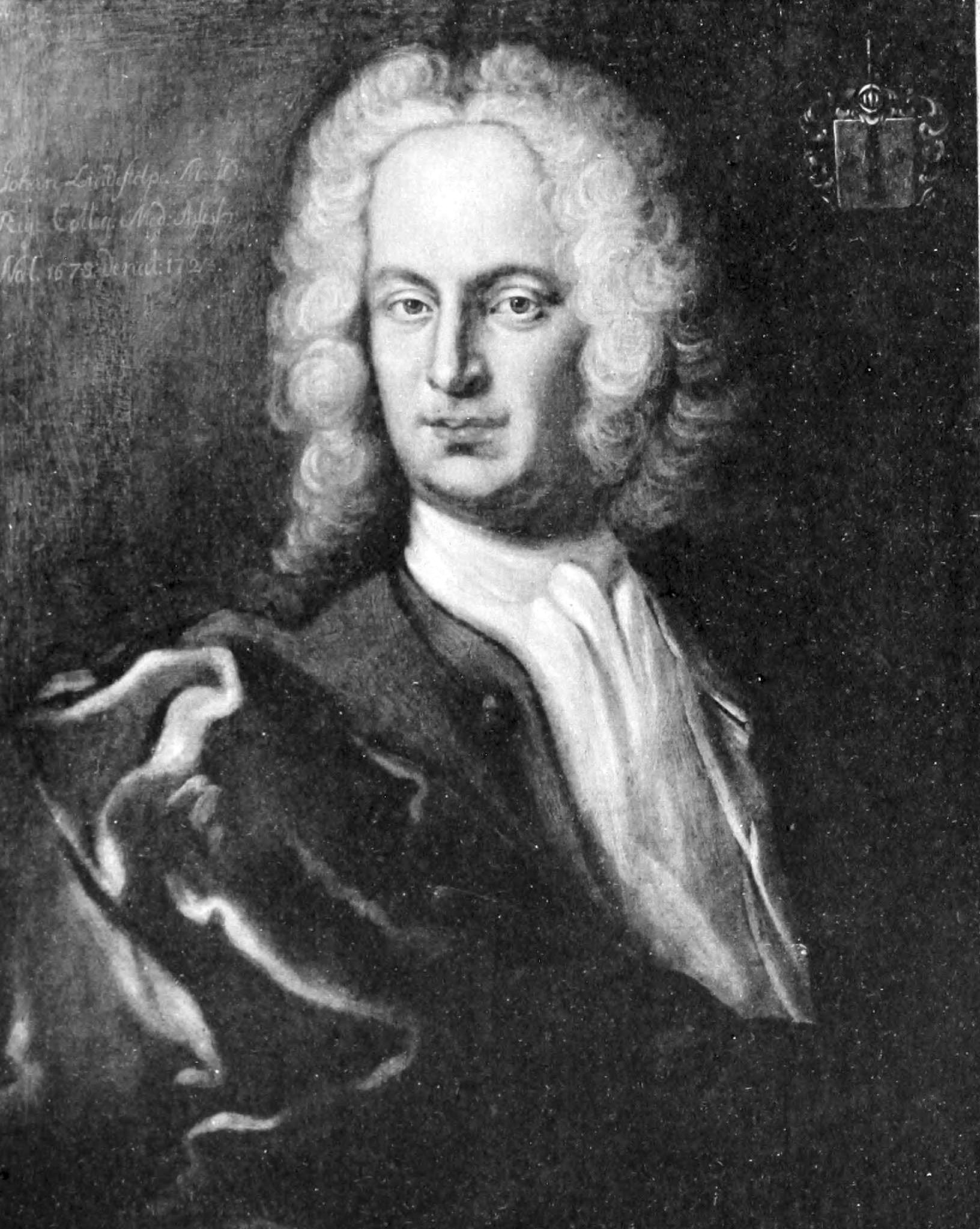
Johan Lindestolpe. Oljemålning.

Johan Lindestolpe, född Linder 1678 i Karlstad, död 1724 i Stockholm, var en svensk läkare och botaniker, författare av ett flertal medicinska verk.

## Biografi
Lindestolpe föddes, i Georg Gezelius ord, ”av ringa föräldrar”. Han studerade botanik i Åbo, där han disputerade 1702 med De pomis Hesperidum, därefter medicin i Uppsala, där han disputerade 1705 med De foeda lue dicta venerea, och skrevs 22 september 1706 in vid universitetet i Harderwijk, där han blev medicine doktor och disputerade 1708 i Leiden med De venenis ("Om gifter"). Från 1709 till 1710 tjänstgjorde han som läkare i den svenska ingermanländska örlogsflottan och var därefter praktiserande läkare i Stockholm. År 1719 utnämndes han till assessor i Collegium medicum och adlades samma år till Lindestolpe. Hans avhandling De foeda lue dicta venerea (Uppsala 1705; "Tanckar om then smittosame siukdomen fransoser" 1713) är den tidigaste i Sverige utkomna utförliga framställningen av syfilis. Lindestolpe skrev såsom botaniker Flora Wiksbergensis 1716.
Han var först gift med Anna Margareta Örn och andra gången från 1720 med friherrinnan Eva Christina Cronhielm (1695–1770), men slöt själv sin ätt på svärdssidan i och med sin död. En dotter gifte sig med Eric Granholm.
Linnélärjungen Carl Peter Thunberg uppkallade 1783 växtsläktet Lindera efter Lindestolpe.

## Bibliografi (urval)

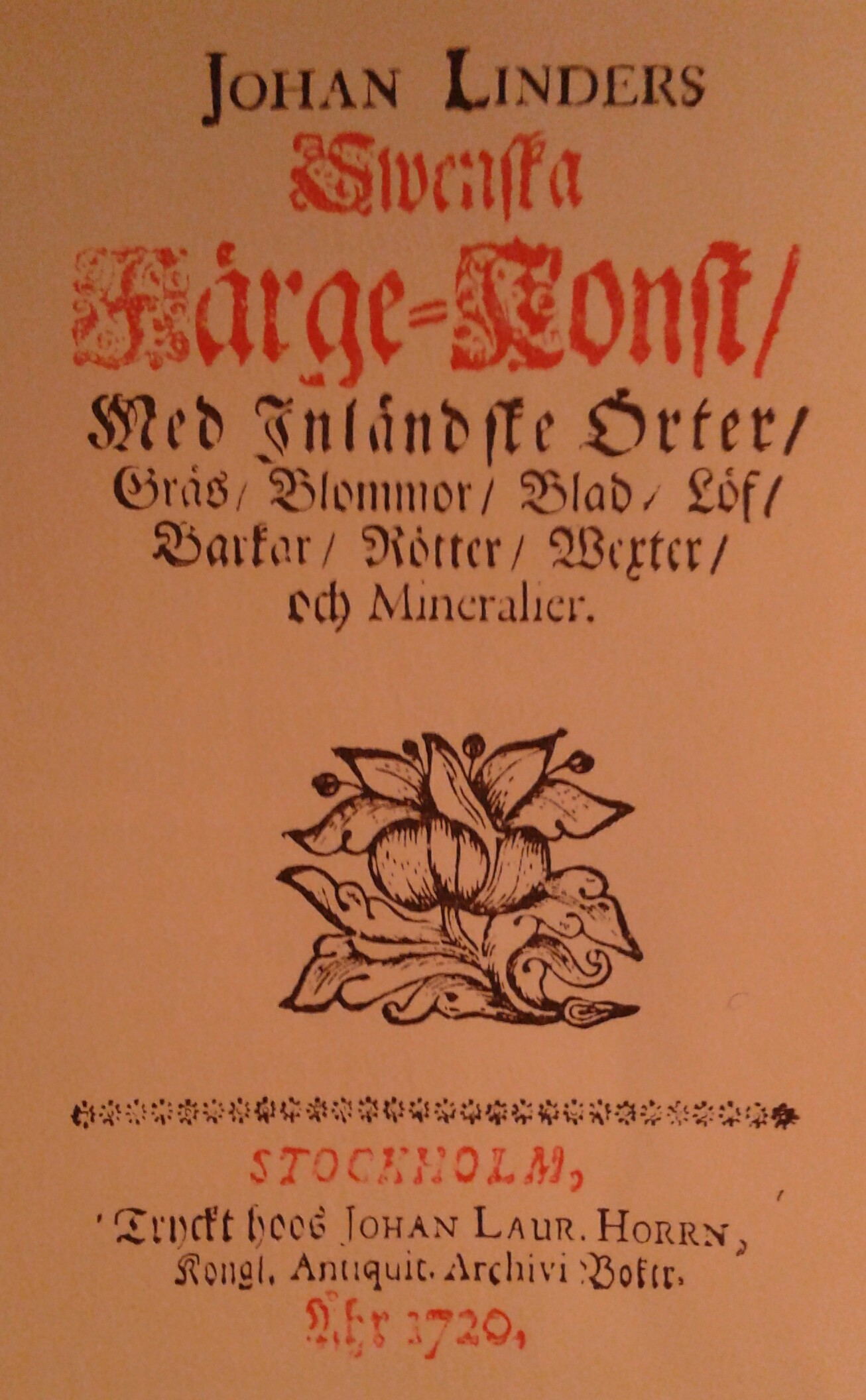
Swenska Färge-Konst från 1720